# Lycée Turenne (Freiburg im Breisgau)

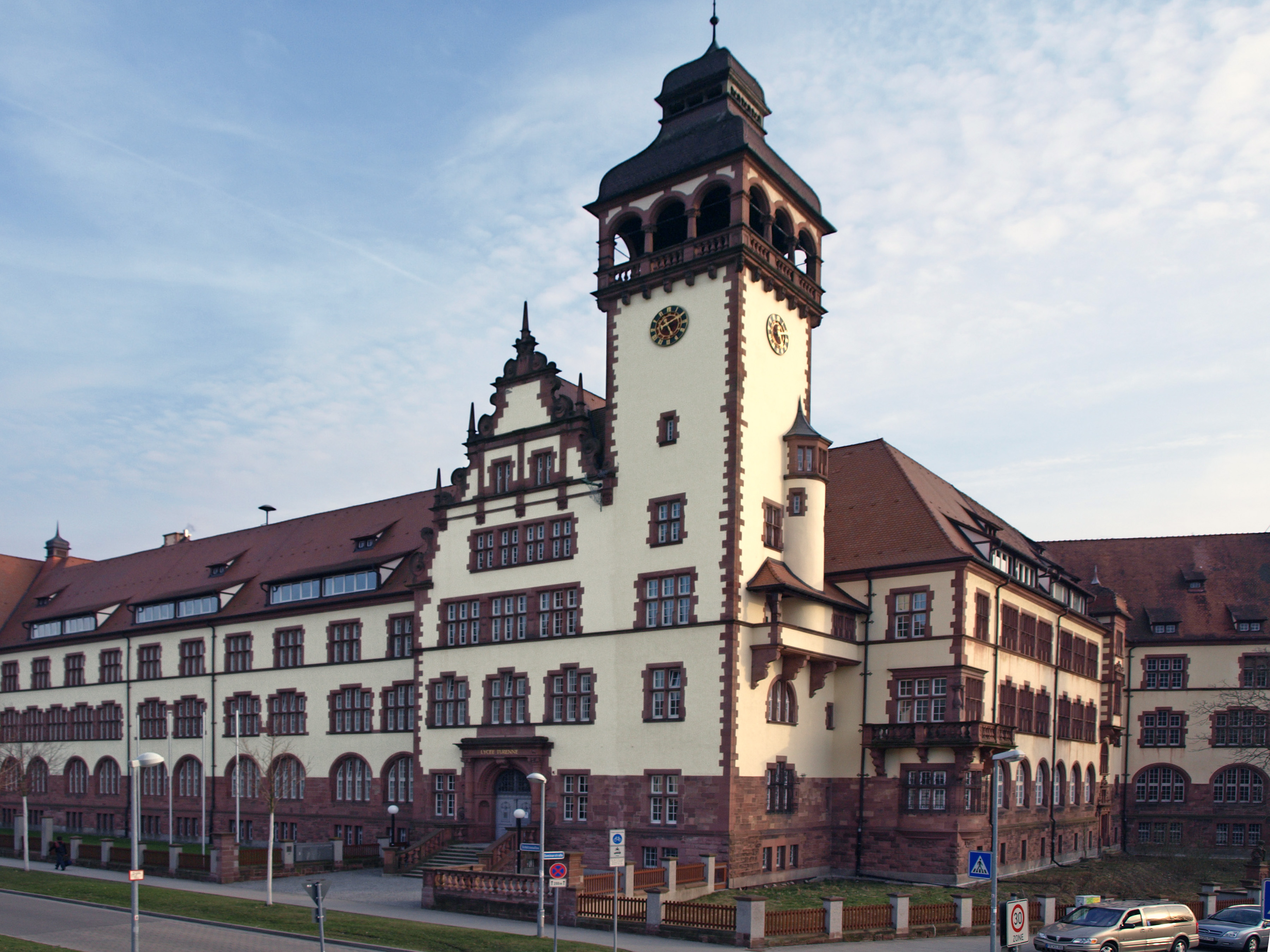
Lycée Turenne Freiburg

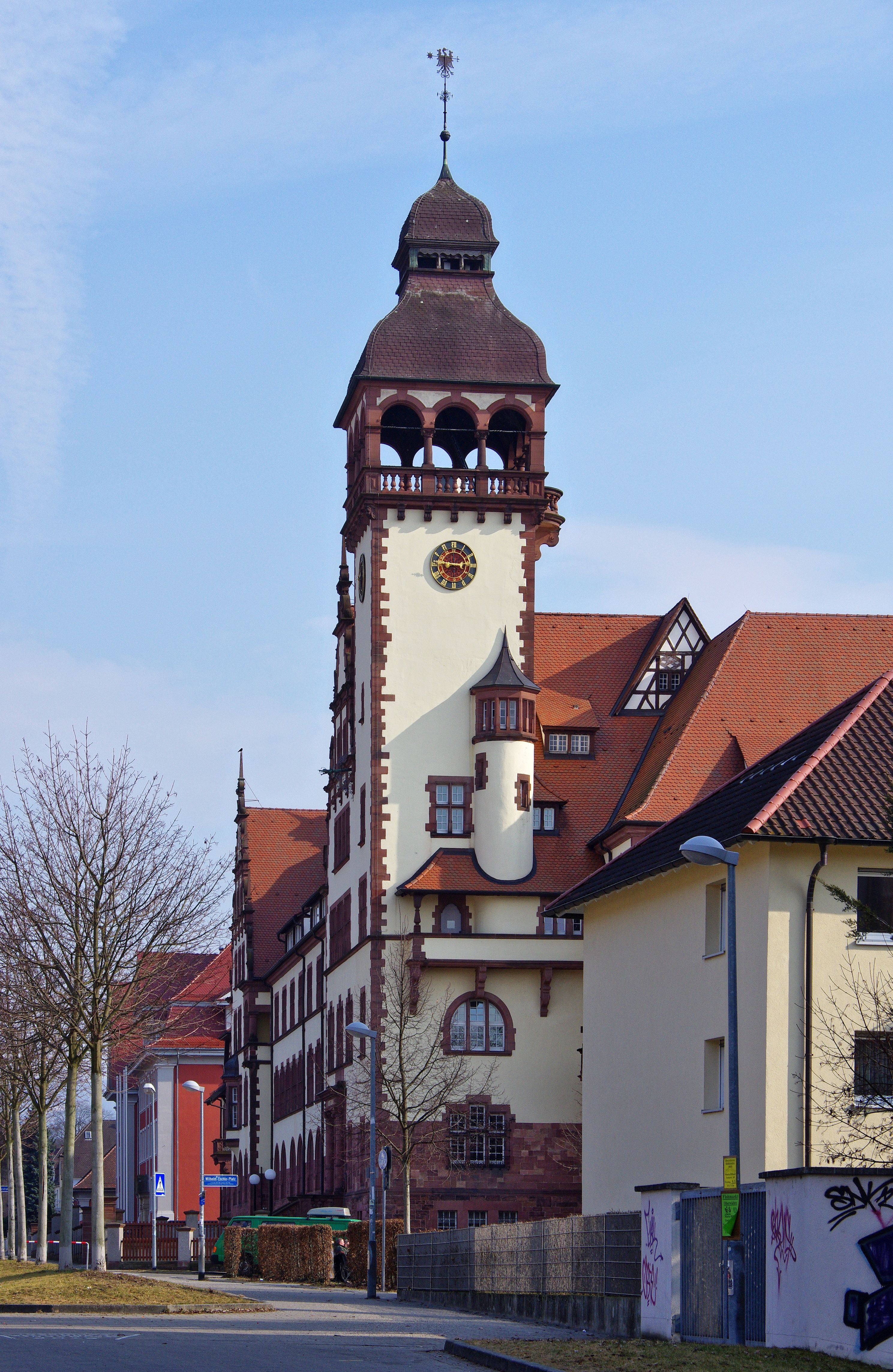
Lycée Turenne Freiburg - Uhrenturm - Seitenansicht

Das Lycée Turenne ist ein Schulgebäude im Bezirk Oberwiehre des Stadtteils Wiehre der Stadt Freiburg im Breisgau. Zusammen mit der benachbarten Maria-Hilf-Kirche, der ebenfalls benachbarten Emil-Thoma-Schule und der Stadthalle, alle in der Schützenallee gelegen, ist es mit seinem markanten Turm stadtbildprägend für die Oberwiehre. Nach dem Zweiten Weltkrieg nutzte die französische Besatzungsmacht das Gebäude unter dem Namen Lycée Turenne ebenfalls als Schule. Die Stadt Freiburg behielt wie auch beim Stadtteil Vauban diese Bezeichnung bei, obgleich General Turenne 1644 an der blutigen Schlacht bei Freiburg und später als Marschall von Frankreich unter Ludwigs XIV. an dessen Eroberungskriegen beteiligt war.

## Geschichte
Errichtet wurde das umfangreiche Gebäude im Stil der Neorenaissance als Lehrerseminar in den Jahren 1905 bis 1907 nach Plänen des Regierungsbaumeisters Hermann Graf von der Großherzoglichen Bezirksbauinspektion Freiburg. Auftraggeber war die Regierung des Großherzogtums Baden. Das Gebäude war für 300 Schüler ausgelegt, davon konnten 180 im Internat wohnen, das sich in den oberen Geschossen befand. 1932/33 wurde das Seminar geschlossen. Im Verlauf der 1930er Jahre wurde das Gebäude von verschiedenen Organisationen der NSDAP genutzt. Ab 1939 war es Reichsgendarmerieschule.
Ab 1954 diente das Gebäude dann als Lycée, als Gymnasium für die Kinder der französischen Besatzungstruppen, die bis dahin in anderen beschlagnahmten Schulgebäuden der Stadt unterrichtet worden waren. An der Ostseite wurde 1954/55 ein Erweiterungsbau angesetzt. Nach dem Abzug der französischen Truppen ging das Gebäude, das ursprünglich dem Land Baden gehört hatte, 1992 in den Besitz der Stadt Freiburg über, die einen Teil nach Sanierung wieder für schulische Zwecke nutzt: Mit der Richard-Mittermaier-Schule ist ein Sonderpädagogisches Bildungs- und Beratungszentrum (SBBZ) mit Förderschwerpunkt Geistige Entwicklung eingezogen, weitere Teile werden vom Walter-Eucken-Gymnasium genutzt und auch die städtische Musikschule hat dort Räume zur Verfügung. Der Südwestflügel und die Turn- und Festhalle mit rund 4.000 Quadratmeter Nutzfläche sind nicht saniert und können daher trotz dringenden Bedarfs nicht genutzt werden. Kinder der Richard-Mittermaier-Schule werden täglich per Taxi nach Günterstal zum Sportunterricht gefahren.
Das Lycée Turenne ist über die Haltestelle Maria-Hilf-Kirche der Straßenbahnlinie 1 erreichbar. Dort befindet sich auch eine Station des Fahrradverleihsystems Frelo. Seit dem Bau des Schützenalleetunnels im Jahr 2002, der unter der Schützenallee verläuft, ist das Lycée Turenne vom Durchgangsverkehr befreit.